# Pierre-Jean-Joseph Causeret
Pierre-Jean-Joseph Causeret, francoski general, * 1880, † 1948.